# لوري كابوت
لوري كابوت (بالإنجليزية: Laurie Cabot)‏ هي كاتِبة أمريكية، ولدت في 6 مارس 1933 في ويوكا في الولايات المتحدة.